# Anaerob fakultatywny

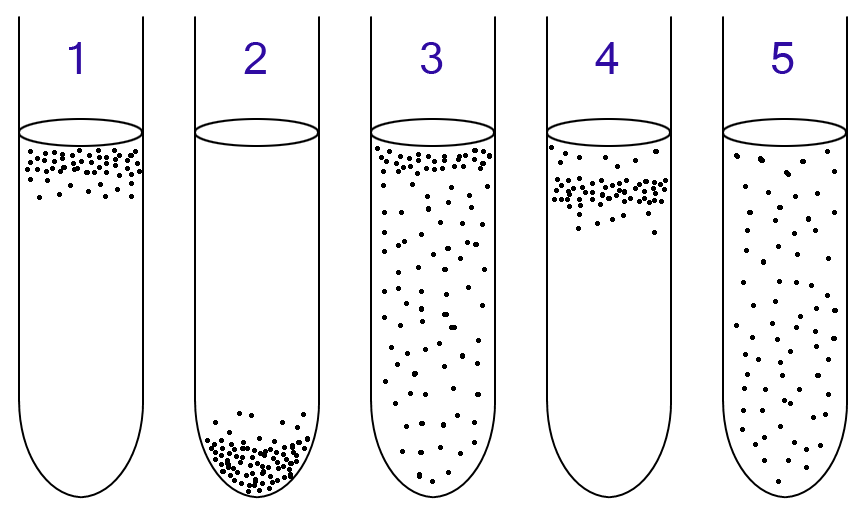
Bakterie tlenowe i beztlenowe można rozróżniać poprzez wzrost na podłożu płynnym:
1. Aerob obligatoryjny
2. Anaerob obligatoryjny
3. Anaerob fakultatywny
4. Mikroaerofil
5. Anaerob tolerujący tlen

Anaerob fakultatywny, względny beztlenowiec – typ organizmu anaerobowego, zwykle bakterii, który rośnie zarówno w środowisku zawierającym tlen, jak i pozbawionym tlenu. Wyróżniane są dwa typy względnych beztlenowców. Pierwszy to organizmy, które rozwijają się w obecności tlenu, wytwarzając energię metaboliczną przez fermentację, i nie korzystają z tlenu w swoim metabolizmie; takie organizmy nazywane są aerotolerancyjnymi. Druga grupa w zależności od dostępu tlenu pozyskuje energię dzięki oddychaniu tlenowemu lub fermentacji, w zależności od warunków, w jakich się znajduje.
Do anaerobów fakultatywnych należy wiele drożdży, bakterie denitryfikacyjne i inne.